# Concejo Deliberante de San Miguel de Tucumán
El Honorable Concejo Deliberante de San Miguel de Tucumán es el órgano legislativo municipal de la Municipalidad de San Miguel de Tucumán, cual es la capital de la Provincia de Tucumán.

## Historia
En épocas de la Colonia, el Cabildo cumplía con las funciones administrativas y municipales. Estaba integrado por los feudatarios o propietarios de la ciudad. El órgano ejecutivo en esos tiempos estaba representado por el gobernador de la provincia, quien hacía a la vez de intendente de la ciudad. San Miguel de Tucumán tuvo cabildo desde su fundación en Ibatín, el que luego continuó funcionando en el emplazamiento actual de la ciudad realizado en 1685. En 1854 se creó la primera junta municipal.
El origen del Concejo Deliberante actual se remonta 1882, cuando se dictó una nueva ley de municipalidades que dividió el gobierno municipal en dos departamentos: el Ejecutivo y el Deliberativo. Aparecen de este modo las instituciones del Intendente Municipal, y el Honorable Concejo Deliberante. La Ley Orgánica de Municipalidades que actualmente se encuentra en vigencia es la N° 5.529 y fue promulgada el 5 de septiembre de 1983. 

## El Concejo
El Concejo Deliberante de la ciudad se compone de 18 concejales elegidos mediante el sistema de representación directa. Los ediles duran cuatro años en sus funciones y pueden ser reelectos por una vez consecutiva, el concejo funciona en el Honorable Concejo Deliberante de San Miguel de Tucumán en Monteagudo 115.
Para ser concejal se requiere:
- Tener 22 años al momento de su elección
- Ser argentino nativo, naturalizado con una antigüedad de cinco (5) años de obtenida la nacionalidad argentina o extranjero que deberá ser propietario en el municipio y tener en el mismo cinco (5) años de residencia inmediata a su designación.
- Estar inscripto en los padrones electorales nacionales correspondientes al respectivo municipio.

## Composición Actual

### 2023–2027[3]
| Legislador                       | Partido                             | Bloque | Bloque                      |
| -------------------------------- | ----------------------------------- | ------ | --------------------------- |
| José María Canelada              | Valores para Tucumán                |        | Unión Cívica Radical(JxC)   |
| Ramiro Ortega                    | Fuerza Republicana                  |        | Fuerza Republicana          |
| Fernando Antonio Juri            | Tucumán para la Victoria            |        | Frente de Todos por Tucumán |
| Facundo Vargas Aignasse Martinez | Nuevo Espacio Popular               |        | Frente de Todos por Tucumán |
| Carlos Isa Assán                 | La Marea Verde                      |        | Frente de Todos por Tucumán |
| Carlos Roberto Arnedo            | Partido por la Justicia Social      |        | Compromiso Tucumán(JxC)     |
| Carlos Ernesto Nagle             | Frente de Todos por Tucumán         |        | Frente de Todos por Tucumán |
| Gustavo Alfredo Cobos            | Valores para Tucumán                |        | Unión Cívica Radical(JxC)   |
| Emiliano Vargas Aignasse         | Tucumán en Positivo                 |        | Frente de Todos por Tucumán |
| Gonzalo Sebastian Carrillo Leito | Multiplicar Lealtad                 |        | Frente de Todos por Tucumán |
| Jose Maria Franco                | Movimiento Popular de la Militancia |        | Frente de Todos por Tucumán |
| Ana Maria Gonzalez               | Cambiemos                           |        | Compromiso Tucumán(JxC)     |
| Maria Elena Cortalezzi           | Frente Provincial                   |        | Frente de Todos por Tucumán |
| Alfredo Teran de Zavalia         | Fuerza Republicana                  |        | Fuerza Republicana          |
| Gaston Eduardo Gómez             | Movimiento Libres del Sur           |        | Movimiento Libres del Sur   |
| Leandro Sebastian Argañaraz      | Frente del Pueblo Unido             |        | Compromiso Tucumán(JxC)     |
| Juan Carlos Ale                  | Nuvea Fuerza                        |        | Compromiso Tucumán(JxC)     |
| Federico Augusto Romano Norri    | Partido Inclusión Social            |        | Unión Cívica Radical(JxC)   |

## Estructura
El concejo deliberante de la Ciudad de San Miguel de Tucumán es uno de los poderes del gobierno municipal, se encarga de revisar y controlar los actos del poder ejecutivo municipal que encabeza del Intendente. Es un órgano legislativo que crea las normas de la ciudad. Estas normas reciben el nombre de ordenanzas y el Ejecutivo municipal es el encargado de hacerlas cumplir.